# Вторая Вейентская война
Вейентская война 438—425 годов до н. э. (Фиденская война) — война римлян с Вейями и Фиденами.

## Начало войны
Война была вызвана отпадением от Рима Фиден, которые присоединились к Вейям. Римские послы, явившиеся в Вейи за объяснениями, были убиты по приказу царя Ларса Толумния. Военные действия начались в 437 году до н. э., за три года до истечения сорокалетнего перемирия. Консул Луций Сергий Фиденат выиграл сражение на левом (римском) берегу Аниена, но победа, по словам Ливия, досталась очень дорого, и сенат в виду военной угрозы назначил диктатором Мамерка Эмилия. Тот назначил начальником конницы Луция Квинкция Цинцинната, а легатами — Капитолина Барбата и Марка Фабия. Диктатор прогнал этрусков за Аниен, и те встали лагерем между рекой и Фиденами, куда к ним на помощь подошли фалиски. Эмилий закрепился у слияния Аниена и Тибра.

## Битва при Фиденах
В войске Толумния правое крыло занимали вейенты, центр — фиденаты, левое крыло — фалиски. У римлян правое крыло возглавлял диктатор, в центре стоял Квинкций Цинциннат, на левом крыле — Квинкций Капитолин. Наиболее упорным был бой с кавалерией этрусков, которую возглавлял сам царь. Военный трибун Авл Корнелий Косс, возглавивший атаку кавалерии, в поединке убил Ларса Толумния и снял с него доспехи. После гибели предводителя его войска бежали с поля сражения. Отряд, посланный Толумнием штурмовать римский лагерь, был отбит легатом Марком Фабием.
Одержав победу, диктатор вернулся в Рим с триумфом, а Корнелий Косс посвятил снятые с царя доспехи в храм Юпитера Феретрия. Это был второй после Ромула случай посвящения тучного доспеха (spolia opima).

## Кампании 436—434 годов до н. э.
В 436 году до н. э. римляне вторглись в земли вейентов и фалисков, но те уклонились от боя. Осада Фиден была отложена, так как войско поразила эпидемия.
В 435 году до н. э. мор был настолько сильным, что римляне даже не могли отправить отряды для грабежа соседей. Пользуясь их слабостью, фиденаты и вейенты дошли до самых Квиринальских ворот. Назначенный диктатором Квинт Сервилий Приск настиг отступавшего противника и разгромил при Номенте. Затем римляне осадили Фидены и через некоторое время взяли их благодаря подкопу.
В 434 вейенты и фалиски пытались получить поддержку Двенадцатиградия для продолжения войны с Римом, но на ежегодном совещании у храма Вольтумны получили отказ. В Риме уже был назначен диктатором Мамерк Эмилий, но, узнав о том, что войны не будет, он сложил полномочия.

## Возобновление войны
По словам Ливия, после битвы под Номентом мир не был заключён, а действовало перемирие, срок которого истекал к 427 году до н. э. Уже в 428 году до н. э. вейенты и некоторые из фиденатов начали набеги на римскую территорию. Луцию Сергию, Квинту Сервилию и Мамерку Эмилию поручили расследовать это дело. Фиденаты, обвинённые в нападениях, были высланы в Остию, в Фидены были направлены новые колонисты, которым передали земли погибших на войне.
В 427 году до н. э. римляне не смогли объявить войну по религиозным соображениям и ограничились тем, что послали в Вейи фециалов, предъявивших этрускам римские требования. В следующем году война началась. Военные трибуны с консульской властью Тит Квинкций Пуниец, Гай Фурий и Марк Постумий выступили против Вей, но не смогли поделить командование и потерпели позорное поражение. Оставшийся в Городе четвёртый трибун Авл Корнелий Косс объявил диктатором Мамерка Эмилия, а тот назначил его начальником конницы. Вейенты призвали к оружию остальных этрусков, но на этот призыв откликнулись только фиденаты, которые перебили римских колонистов и возобновили войну. Базой для наступления было решено сделать Фидены. Туда переправилось вейентское войско, и «Римом овладел страх». Перед Коллинскими воротами поставили лагерь, а город приготовился к обороне.

## Битва при Фиденах. Взятие города
Диктатор, пройдя между горами и Тибром, подошёл к Фиденам и встал лагерем в полутора милях от города. Легат Тит Квинкций Пуниец был послан занять горный перевал в тылу у противника. На следующий день состоялось сражение. Римляне начали теснить этрусков, и тут из распахнувшихся ворот хлынула толпа людей, вооружённых факелами. Эта попытка «психической атаки» поначалу смутила римлян, и их левое крыло начало отступать. Диктатор бросил в бой конницу Корнелия Косса, приказал Квинкцию Пунийцу спускаться с гор и ударить противнику в тыл, а сам бросился спасать положение на левом фланге. Стремительной атакой Косс разогнал толпу факелоносцев, а подход засадного отряда довершил окружение и разгром этрусской армии. Вейенты бросились к Тибру и частью были перебиты на берегу, частью потонули при переправе, а фиденаты пытались укрыться в городе, но туда на их плечах ворвались римляне и начали резню.
Город был разграблен, тех, кто уцелел во время резни, продали в рабство. Эмилий вернулся в Рим, где справил триумф и сложил полномочия на шестнадцатый день диктатуры. В 425 году до н. э. с вейентами было заключено перемирие на 20 лет.
Дополняя описание битвы при Фиденах, Ливий сообщает, что нашёл у древних анналистов сведения об участии в этой операции флота. У Ливия эти сообщения вызывают искреннее удивление, так как Тибр слишком узок для действий кораблей. На самом деле слово classis, которое со времён Пунических войн стало у римлян обозначением военного флота, в более ранние времена означало пехоту, набранную из первого цензового класса.

## Вероятность дублета
Рассказ Ливия о Второй Вейентской войне вызывает ряд вопросов. Явные совпадения событий первой и второй частей этой войны (убийство послов и убийство колонистов, две битвы при Фиденах, в обеих командовал диктатор Мамерк Эмилий, и в обеих кавалерийские атаки Корнелия Косса решили исход сражения) наводят на мысль об удвоении событий, нередком у античных историков. Тем не менее, прийти к однозначному выводу не удаётся, так как альтернативного описания этой войны не сохранилось. Единственным эпизодом, датировку которого можно попытаться установить, опираясь на посторонние источники, является подвиг Корнелия Косса.

## Spolia opima
Вопрос о дате и обстоятельствах посвящения «тучного доспеха» в храм Юпитера Феретрия возник уже в древности. Ливий, ссылаясь на «всех более ранних писателей», сообщает, что Косс сделал посвящение, будучи военным трибуном, и датирует это событие 437 годом до н. э., однако, император Август сообщил, что в ходе реставрации храма своими глазами видел надпись на льняном нагруднике, и на этой надписи Косс называет себя консулом. Ливия слова Августа поставили в тупик, так как отвергнуть сведения анналистов и списки магистратов, хранившиеся в полотняных книгах в храме Юноны Монеты, он не решался, но и игнорировать слова своего высокого покровителя также не мог.
Ливий оставляет этот вопрос без ответа, указывая на то, что в год консульства Косса (428 год до н. э.), как и в два предыдущих и последующих года, никакой войны не было, «но зато была чума и такой голод, что некоторые летописи, словно скорбные списки, содержат лишь имена консулов». А в 426 году до н. э., когда он был военным трибуном с консульской властью, по мнению Ливия, состоялось уже другое сражение.
Современные исследователи скептически относятся к свидетельству Августа. Надпись, сделанная в V веке до н. э. на льняном нагруднике, едва ли могла сохраниться по прошествии четырёх столетий, особенно, если учесть, что храм к этому времени превратился почти в руины, а Капитолий, где он находился, был сожжён в 82 году до н. э. Полагают, что император подделал надпись, а то и весь доспех, чтобы с помощью фальшивого антиквариата обосновать запрещение Марку Крассу посвятить четвёртый в римской истории «тучный доспех», так как эти правом обладал только полководец, воевавший под своими ауспициями. Каким образом такое посвящение мог сделать простой военный трибун, Ливий также не объясняет. Высказывалось предположение, что в ранние времена столь жёсткого правила ещё не было.
Более логичным выглядело бы предположение, что подвиг Косса был совершён в 426 году до н. э., когда он был военным трибуном с консульской властью, а затем начальником конницы. Косвенно на это могут указать слова Ливия, из которых следует, что Косс командовал всей конницей, а также прошёл в триумфе как военачальник. Валерий Максим пишет, что Косс был тогда начальником конницы. Диодор помещает убийство послов фиденатами под 426 годом до н. э., но о подвиге Косса ничего не говорит, а исход сражения при Фиденах оставляет неопределённым. Для окончательных выводов этих сведений недостаточно.